# Stuart Daggett
Stuart Dagget (Milwaukee, 2 maart 1881 - Berkeley (Californië), 22 december 1954) was een Amerikaans econoom, die was gespecialiseerd in de transporteconomie. 
Hij was ruim vijftig jaar verbonden aan de Universiteit van Californië in Berkeley. Zijn in 1928 verschenen "Principles of Inland Transportation" gold lange tijd als een standaardwerk.

## Voetnoten
1. ↑  link naar biografie op de website van de University of California

- Gemeinsame Normdatei: 1146069839
- International Standard Name Identifier: 0000 0000 8116 5659
- Library of Congress Control Number: n80107286
- Nationale Bibliotheek van Israël: 987007596805205171
- Nederlandse Thesaurus van Auteursnamen: 135373298
- Système universitaire de documentation: 087241528
- Virtual International Authority File: 37285209
- WorldCat: E39PBJw4BymF9KHGG7w6Jt7bVC